# 大和田新
大和田 新（おおわだ あらた、1955年〈昭和30年〉3月28日 - ）は、日本のフリーアナウンサー、元ラジオ福島（RFC）アナウンサー。

## 経歴
神奈川県横須賀市出身、中央大学法学部政治学科卒業。大学生時代に通っていたアナウンス学校には、後にテレビ朝日アナウンサーとなる古舘伊知郎も在籍し、それが刺激になったという。
1977年ラジオ福島（RFC）入社。学生時代に朗読ボランティアに参加したのをきっかけに視力障害者と交流を持つようになり、一時は福祉関係の職業に就くことも考えたが、ある福祉関係者の｢一生福祉と関わっていきたいのなら、福祉を外から見る仕事を選びなさい｣という一言がきっかけで、アナウンサーを志す。
アナウンサーになってからも、担当番組や毎年行われる｢ラジオ・チャリティー・ミュージックソン｣等で、障害者との交流を持っている。
ラジオ福島は小規模局のため、アナウンサーをしながら管理職も歴任しており、放送部長、編成局長を経て2012年4月からは役員待遇編成局専任局長を務めた。
2015年3月末をもってラジオ福島を定年退職した。但し一部番組は担当を継続する。

## 人物
プロ野球・阪神タイガースの熱狂的なファンで、時折担当番組で触れることがあり、またかつて存在したRFC公式サイトのアナウンサー日記でも阪神の話題が頻繁に登場した。これは、大和田の母親が熱狂的な読売ジャイアンツのファンで、ジャイアンツが負けるととたんに不機嫌になることから、次第に「アンチジャイアンツ」の方向に傾いた結果だという。また、長年ワイド番組でコンビを組んだ元同局の菅原美智子アナウンサーはジャイアンツファンであった。

## 現在の担当番組
- ニューシニアマガジン 大和田新のラヂオ長屋（ラジオ福島） - 日曜 10:30 ～ 13:00
- お母さん教室（月曜）

## 過去の担当番組
- rfcワイド午後一番!
- ミュージックストリート夜はこれから[1]
- それいけAM!AM!こちら下荒子8番地[1]
- みよしサンデーパラダイス　バンボン・久子のお菓子な二人（日曜11:30～12:00）
- 開口一番　夢一番　ラジオラウンドテーブル（月曜18:45～19:00）
- 新と美智子の夜をぶっとばせ
- かっとびワイド 新と美智子の午後いちばん! - ラジオ福島退職前最後の担当番組
- 日曜ラジオエッセイ～心つないで
- お母さん教室～きょうの言葉
- 福島競馬実況中継（2009年までは実況、2010年からはパドックメイン担当）
- 月曜Monday（もんだい）夜はこれから（ラジオ福島） 2012年4月 - 2017年3月
- ふくしま経済ナビゲーション（福島放送、第3土曜11:00）[2] 2015年4月 - 2017年3月
- ふくしまスーパーJチャンネル（「あの時の証言」ナレーション、2015年9月7日 - ）

## 主な実況歴
- 福島記念（2003年）